# Neotheater
Neotheater é o terceiro álbum de estúdio da banda americana AJR. Foi lançado em 26 de abril de 2019, produzido pelo próprio trio pela AJR Productions. É uma continuação do álbum The Click (2017).

## Desenvolvimento e lançamento
O álbum contém dois singles oficiais e um single promocional. AJR lançou o primeiro single "100 Bad Days" em 29 de janeiro de 2019. Depois lançaram o single promocional "Birthday Party" em 12 de março de 2019. "Dear Winter" foi lançado posteriormente como segundo single oficial em 5 de abril de 2019. Em 25 de outubro de 2019, eles lançaram "Dear Winter 2.0", uma versão alternativa da música original com instrumentos adicionais.

## Faixas
Todas as faixas escritas e compostas por Jack Met e Ryan Met. Todas as faixas foram produzidas por Ryan Met. 
| N.º            | Título                                        | Duração |  |
| 1.             | "Next Up Forever"                             | 4:17    |  |
| 2.             | "Birthday Party"                              | 3:44    |  |
| 3.             | "100 Bad Days"                                | 3:33    |  |
| 4.             | "Don't Throw Out My Legos"                    | 4:11    |  |
| 5.             | "Break My Face"                               | 3:46    |  |
| 6.             | "Turning Out Pt. II"                          | 3:43    |  |
| 7.             | "The Entertainment's Here"                    | 3:07    |  |
| 8.             | "Karma"                                       | 4:05    |  |
| 9.             | "Beats"                                       | 3:19    |  |
| 10.            | "Wow, I'm Not Crazy"                          | 3:17    |  |
| 11.            | "Dear Winter"                                 | 2:48    |  |
| 12.            | "Finale (Can't Wait to See What You Do Next)" | 4:38    |  |
| Duração total: | Duração total:                                | 44:28   |  |